# Les Fenêtres (Baudelaire)
Pour les articles homonymes, voir Les Fenêtres.

Les Fenêtres est un poème en prose de Charles Baudelaire, le trente-cinquième du recueil Le Spleen de Paris (1869).